# Place du Général-de-Gaulle (Rouen)
Pour les articles homonymes, voir Place Charles-de-Gaulle (homonymie).
La place du Général-de-Gaulle, couramment appelée place de l'Hôtel-de-Ville, est une voie publique de la commune française de Rouen.

## Situation et accès
Cette place est située rive droite faisant face à l'hôtel de ville de Rouen.

### Rues adjacentes
- Rue des Faulx
- Rue des Boucheries-Saint-Ouen
- Rue de la Croix-Verte
- Rue de la République
- Rue de l'Hôpital
- Rue Jean-Lecanuet
- Rue de la Seille
- Rue du Petit-Porche
- Rue Louis-Ricard

### Stationnement
Le parking payant de l'Hôtel de ville, situé sous la place, comprend 320 places.

### Transports
La place accueille en site propre les transports collectifs avec l'arrêt Hôtel de ville pour les lignes F1, F2, F7, 11, 15, 20, 22 et 305.
Une station Cy'clic est également présente sur la place proche de la rue de l'Hôpital.

## Origine du nom
Cette voie porte depuis 1944 le nom du militaire, résistant, homme d'État et écrivain français Charles de Gaulle (1890-1970).

## Historique
L’hôtel de ville s’installe le 30 mai 1800 dans l’ancienne abbaye Saint-Ouen, désaffectée depuis novembre 1790. Le bâtiment est l’ancien dortoir des moines ou « dormitorium » du XVIIIe siècle, au nord, perpendiculaire à l’abbatiale, réalisé par les architectes rouennais Defrance et Le Brument.
Un arrêté du Premier Consul de 1802 oblige la ville de créer à ses frais une place et un jardin public de part et d'autre de l'hôtel-de-ville « premièrement pour accueillir la force nécessaire en cas de troubles, deuxièmement pour la salubrité en établissant des courants d'air ».
La place se compose de l'ancienne place de Saint-Ouen située en vis-à-vis et sur la côté sud de l'église Saint-Ouen, entre la rue de l'Hôpital et la rue des Faulx ; de la cour abbatiale ou cour de Saint-Ouen, supprimée de 1816 à 1820 par la démolition du mur d'enceinte et des dépendances de l'ancien Logis du roi, hôtel abbatial de la Renaissance, démoli en 1815.
Jean Pierre Prosper Godart de Belbeuf y fait construire un hôtel particulier.
En 1825, l’hôtel-de-ville est transformé sous la direction de Maillet du Boulay, pour qu’il réponde architecturalement plus à sa fonction.
Les bases des tours du XVIe siècle de l'église Saint-Ouen sont détruites et la façade occidentale est reconstruite en style néogothique entre 1845 et 1852, sur les plans de l'architecte Henri Grégoire.
Elle prend le nom de « place de l'Hôtel-de-Ville » le 7 avril 1852,.
Le 15 août 1865 est inaugurée la statue de Napoléon en présence du maréchal Vaillant, ministre, de Alphonse Gautier, conseiller d’État, et de Charles Verdrel, maire de Rouen,.
Une caserne de sapeurs-pompiers y est construite en 1896.
Le 21 septembre 1944, la place de l'Hôtel-de-Ville devient par arrêté « place du Général-de-Gaulle ».
La place sur sa partie Est est réaménagée dans les années 1980 par Louis Arretche, en une place piétonne elliptique avec la représentation des signes du zodiaque et d'un parking souterrain.
Le 2 juillet 2020, la statue de Napoléon Ier est démontée afin d'être restaurée.

## Bâtiments remarquables et lieux de mémoire
- Hôtel de ville de Rouen, ancien dortoir des moines de l'abbaye Saint-Ouen, inscrit (1948)[11].
- Statue de Napoléon (1865), œuvre en bronze du sculpteur Vital Gabriel Dubray[12],[13].
- Église Saint-Ouen, ancienne abbatiale de l'abbaye Saint-Ouen, classé (1840-1862)[14].
- no 5: Hôtel de Bimorel, XVIIIe siècle, échappe à la démolition en 1957 et abrite aujourd'hui les locaux de Rouen Habitat, office public d'HLM[3].
- no 11: Hôtel Fiquet de Normandie, XVIIIe siècle[3], dont le rez-de-chaussée est occupé par un supermarché. Le compositeur Maurice Desrez (1882-1969) y est né.
- no 17: Hôtel de la Ferté, XVIIe siècle. Il a abrité le « Journal de Rouen » à partir de 1925 puis le Paris-Normandie. Après le départ du journal, le site est réaménagé pour créer les « Terrasses Saint-Ouen », opération immobilière[3].

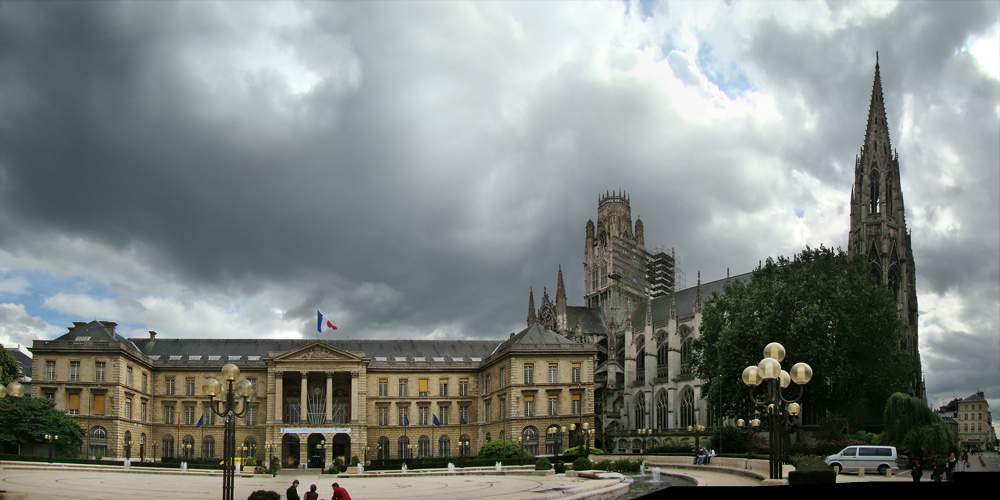
Vue panoramique sur l’Hôtel de Ville de Rouen (à gauche) et l'abbatiale Saint-Ouen (à droite).
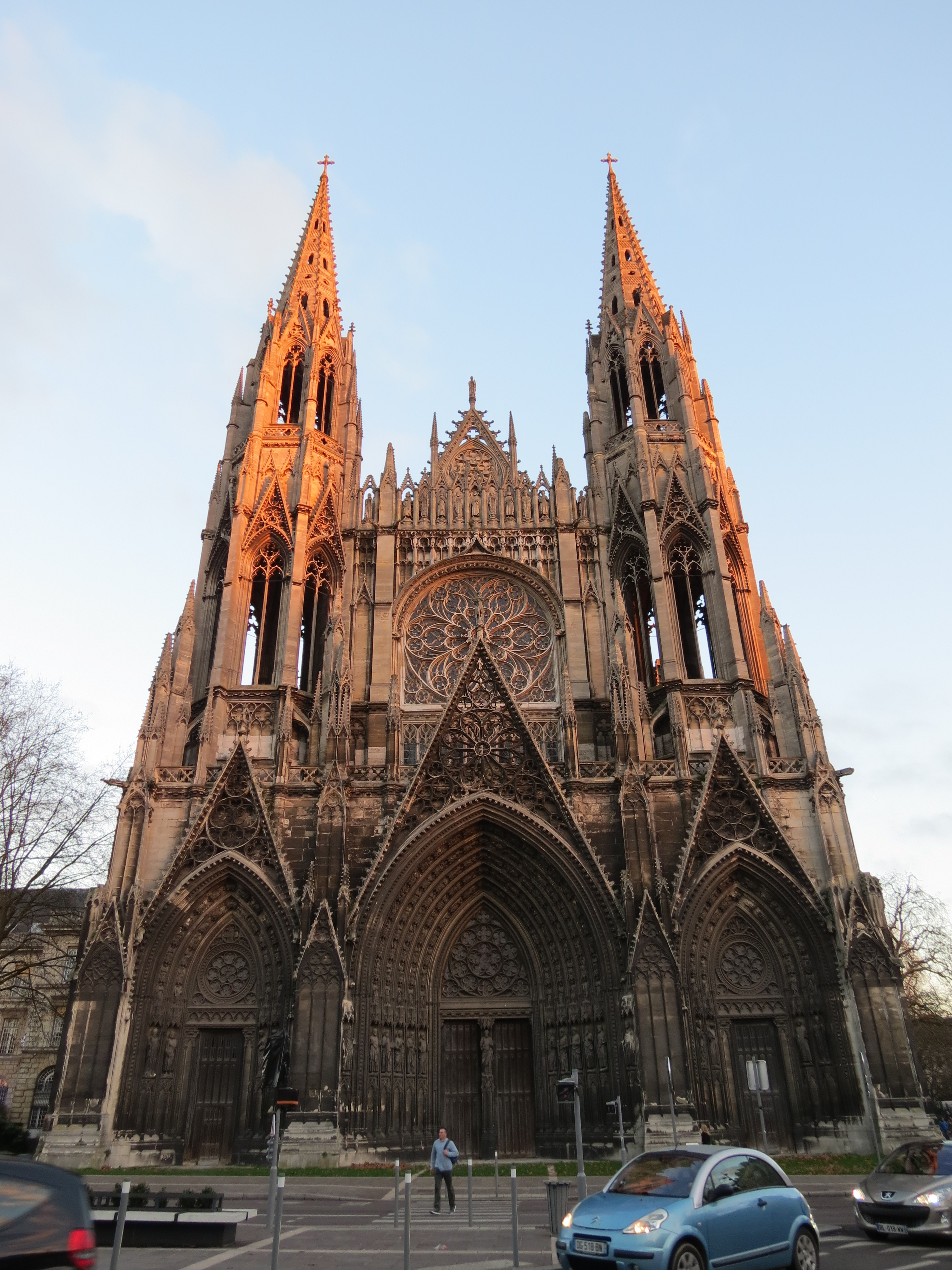
Façade occidentale de l'abbatiale Saint-Ouen.
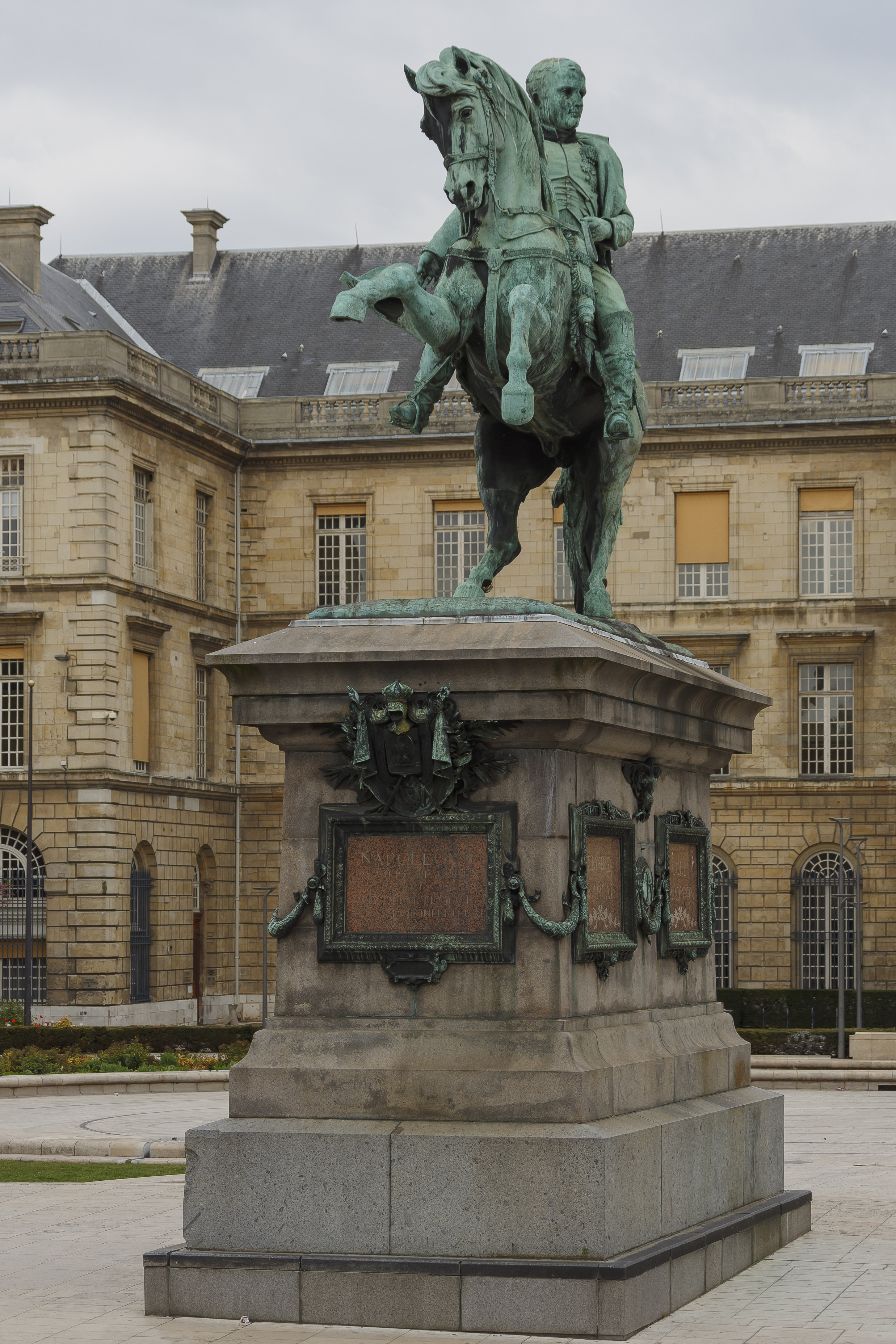
Statue équestre de Napoléon en bronze, issu de la bataille d'Austerlitz.
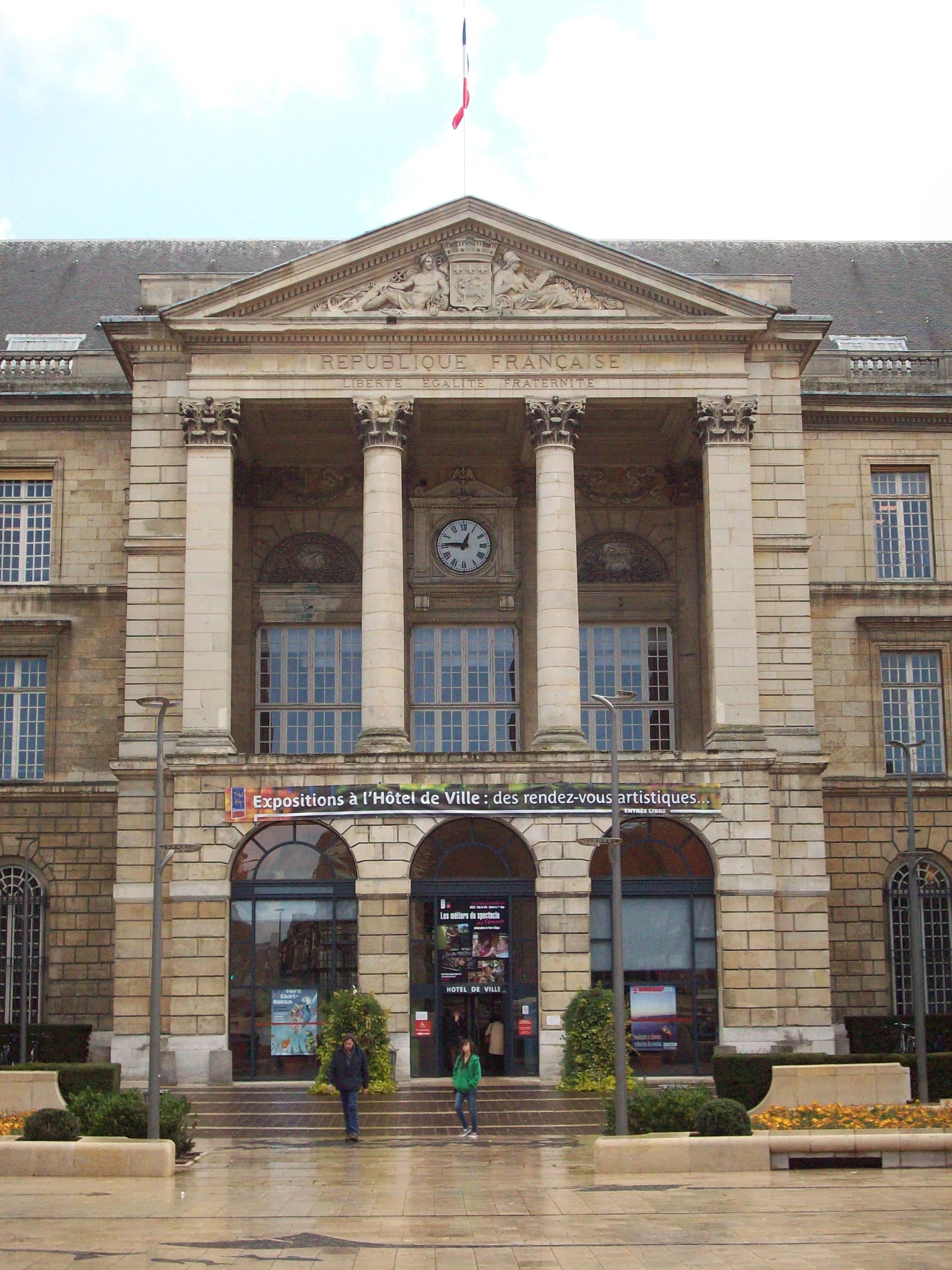
Le péristyle central de l'hôtel de ville.